# (36696) 2000 RX16
2000 RX16 (asteroide 36696) é um asteroide da cintura principal. Possui uma excentricidade de 0.12079160 e uma inclinação de 6.05643º.
Este asteroide foi descoberto no dia 1 de setembro de 2000 por LINEAR em Socorro.